# Austrocylindropuntia cylindrica
Austrocylindropuntia cylindrica là một loài thực vật có hoa trong họ Cactaceae. Loài này được (Lam.) Backeb. mô tả khoa học đầu tiên năm 1942.

## Hình ảnh

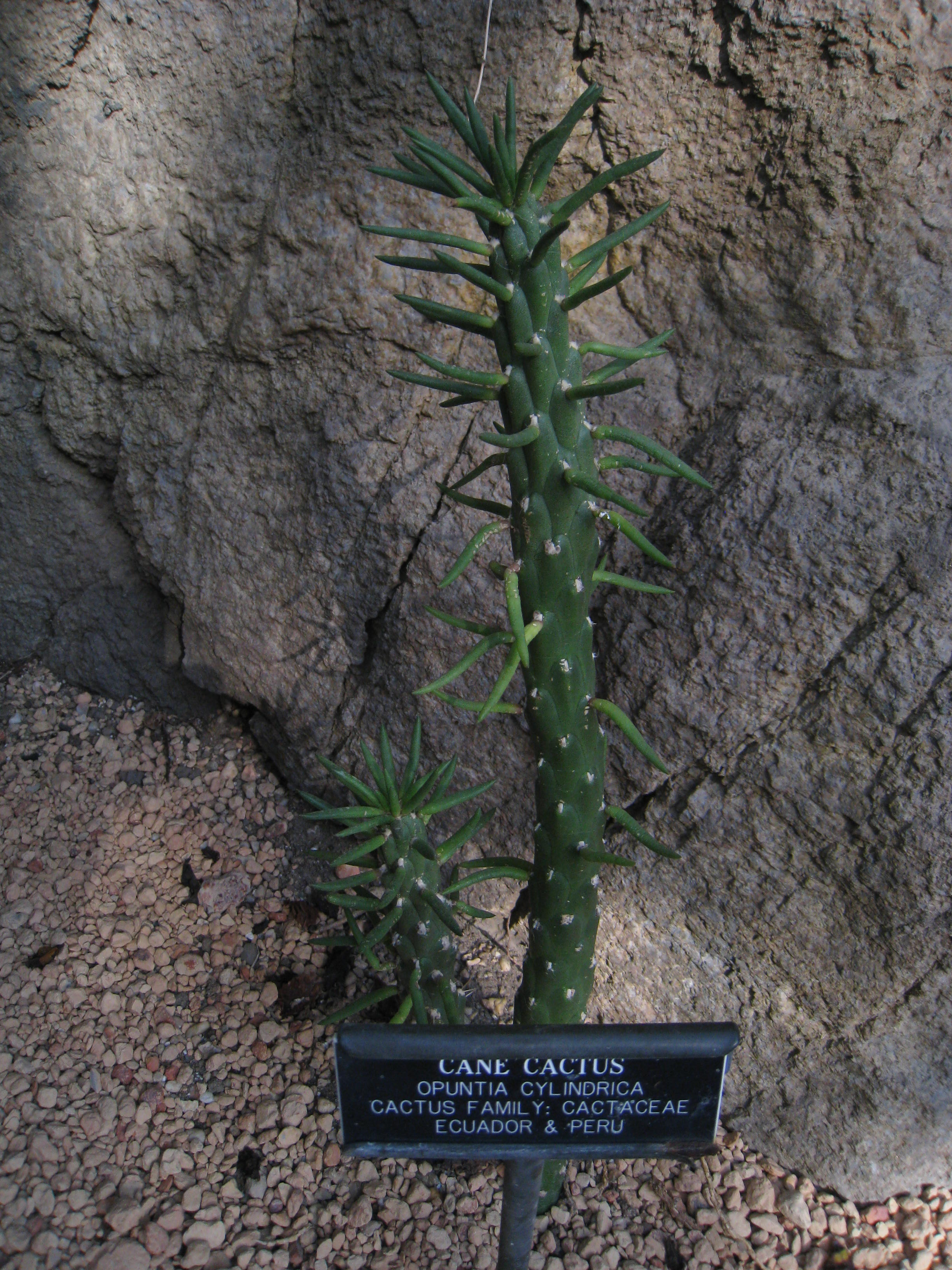
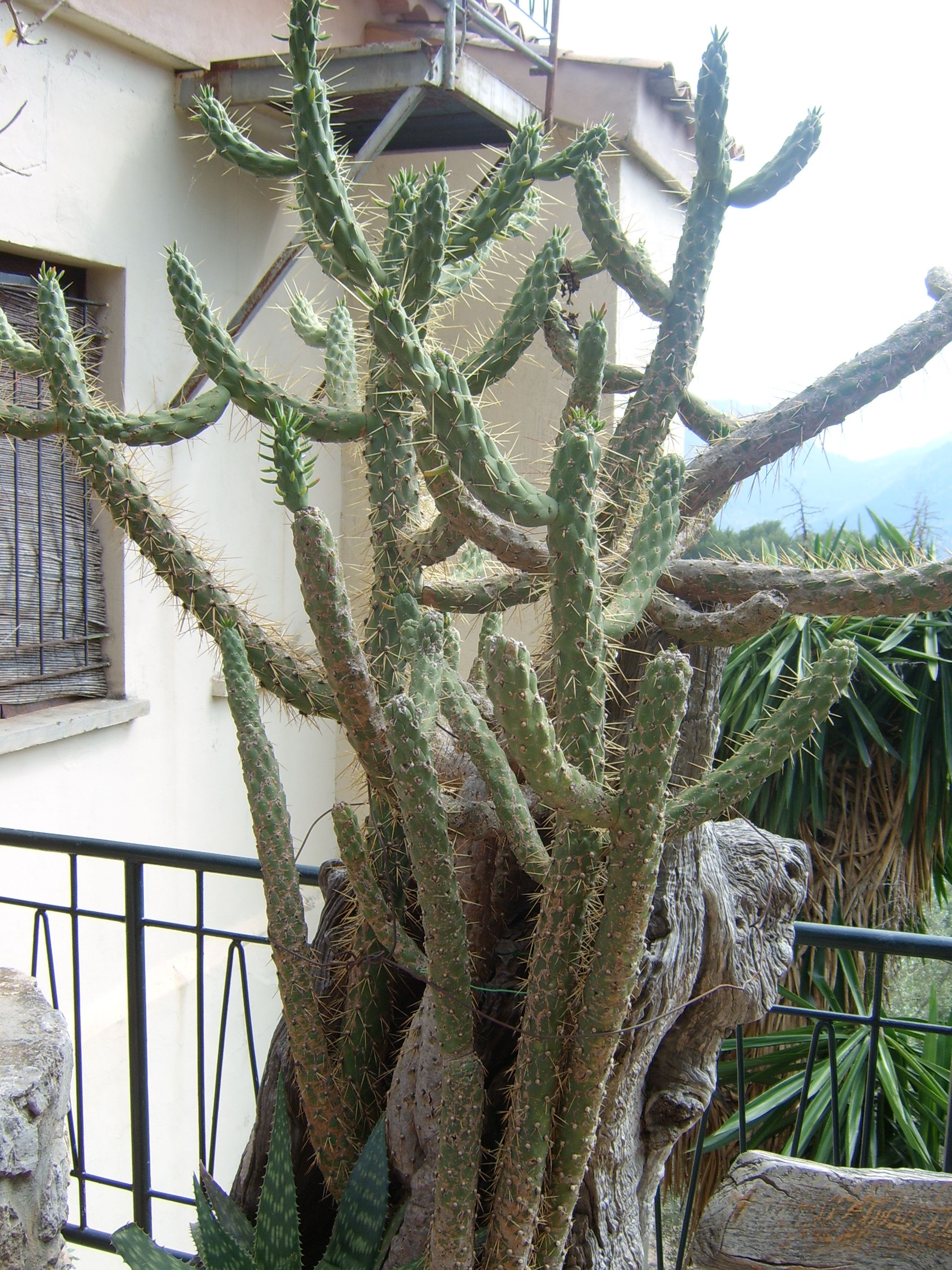
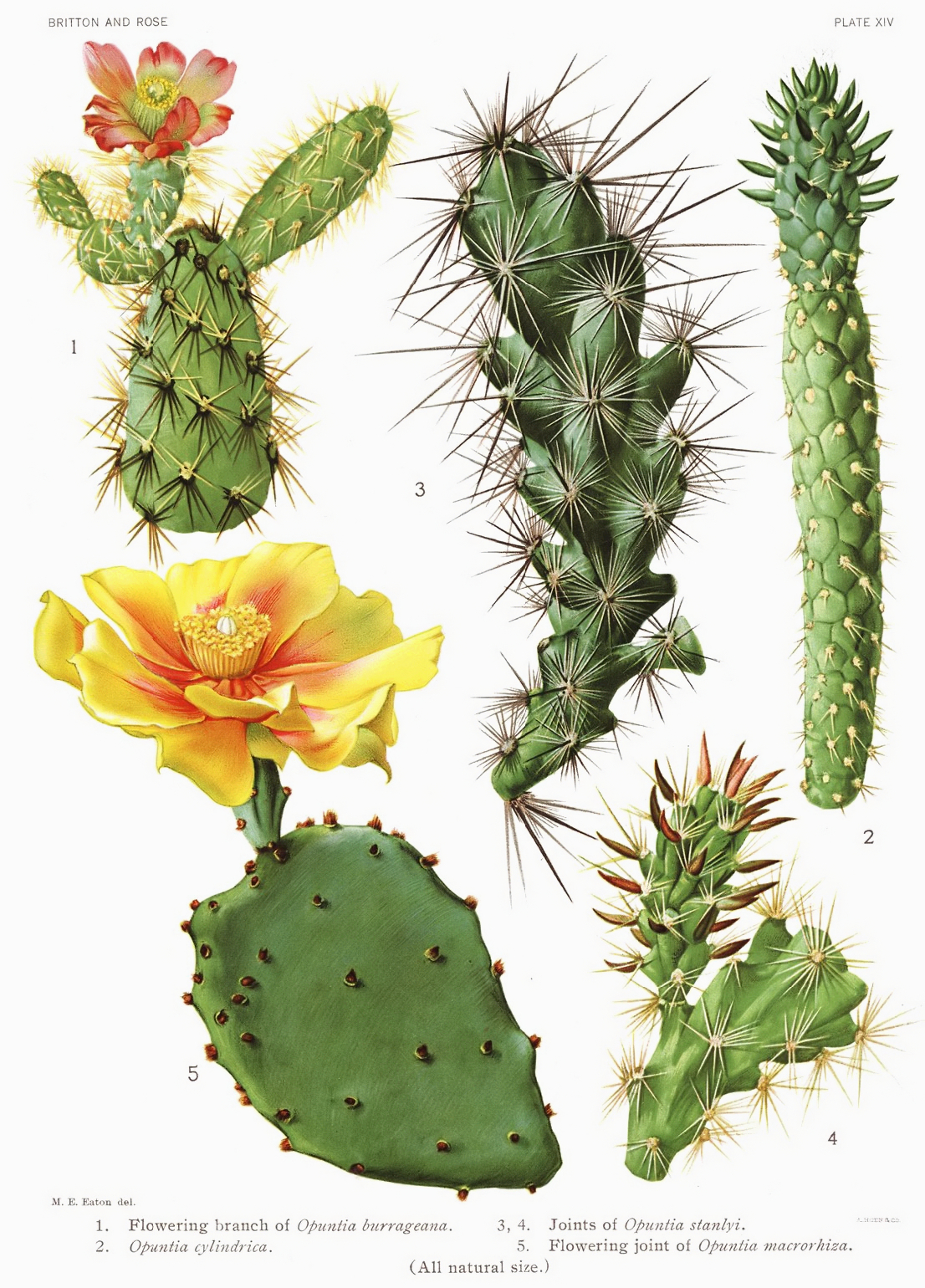